# لوئیس تئوبالد
لوئیس تئوبالد  (به انگلیسی: Louis Theobald؛ ۲۰ ژوئیهٔ ۱۹۳۸ – ۱۵ فوریهٔ ۲۰۲۵) یک بازیکن فوتبال اهل مالت بود.
وی در تیم ملی فوتبال مالت سابقهٔ بازی داشته‌است.